# Etil maltol
L'etil maltol és un compost orgànic que s'utilitza habitualment en perfumeria i com a additiu alimentari en confiteria. Està relacionat amb el maltol mitjançant la substitució del grup metil per un grup etil. És un sòlid blanc amb una olor dolça que recorda al sucre caramel·litzat i la fruita cuita.
La base conjugada derivada de l'etil maltol, igual que en el cas del maltol, té una gran afinitat pel ferro, formant un complex de coordinació vermell. En aquests compostos, l'heterocicle és un lligand bidentat.